# Reprywatyzacja
Reprywatyzacja (właśc. restytucja mienia) – proces polegający na zwrocie uprzednim właścicielom (lub ich następcom prawnym) mienia przejętego przez państwo w drodze nacjonalizacji lub wywłaszczenia.
Często błędnie jest łączona z prywatyzacją, gdy nie tylko zwraca się niegdyś przejęte mienie, ale także prywatyzuje mienie, które od początku było państwowe. Przeciwieństwem reprywatyzacji jest renacjonalizacja.

## Reprywatyzacja na świecie
- W Czechosłowacji reprywatyzacja przeprowadzona została w latach 1990–1991 na podstawie czterech ustaw. Później w Czeskiej i Słowackiej Republice Federacyjnej weszły w życie dodatkowe ustawy dotyczące mienia kościołów i związków wyznaniowych. W Czechach z tego procesu wyłączono Niemców sudeckich, na Słowacji – emigrantów mieszkających za granicą[1].
- Na Węgrzech restytucję mienia regulowały ustawy z kwietnia i czerwca 1991[1].
- Na Litwie ustawę o trybie i warunkach przywrócenia prawa własności obywateli do zachowanych nieruchomości przyjęto w czerwcu 1991, jeszcze przed rozpadem ZSRR. Zwracano mienie w naturze (ziemie rolne, nieruchomości) oraz płacono rekompensaty finansowe[1].
- W Polsce proces ten rozpoczął się po upadku PRL.
- W Niemczech reprywatyzacją objęte zostały osoby, których mienie znacjonalizowano w NRD, ale także ludzie, których pozbawiono majątków w latach 30. (pod rządami Adolfa Hitlera)[1].